# Mathoura
Mathoura är en ort i Australien. Den ligger i kommunen Murray Shire och delstaten New South Wales, i den sydöstra delen av landet, omkring 620 kilometer väster om delstatshuvudstaden Sydney. Antalet invånare är 828.
Trakten runt Mathoura är nära nog obefolkad, med mindre än två invånare per kvadratkilometer.. 
I omgivningarna runt Mathoura växer huvudsakligen savannskog. Genomsnittlig årsnederbörd är 510 millimeter. Den regnigaste månaden är februari, med i genomsnitt 60 mm nederbörd, och den torraste är november, med 17 mm nederbörd.